# Indaphidius curvicaudatus
Indaphidius curvicaudatus är en stekelart som beskrevs av Jaroslav Stary 1979. Indaphidius curvicaudatus ingår i släktet Indaphidius och familjen bracksteklar. Inga underarter finns listade i Catalogue of Life.